# 周望岳
周望岳（1927年—），男，浙江东阳人，中国物理化学家，曾任中国科学院兰州化学物理研究所研究员，甘肃省科学技术协会副主席。